# Municipio de Oak Gulch
El municipio de Oak Gulch (en inglés: Oak Gulch Township) es un municipio ubicado en el condado de Day en el estado estadounidense de Dakota del Sur. En el año 2010 tenía una población de 24 habitantes y una densidad poblacional de 0,26 personas por km².

## Geografía
El municipio de Oak Gulch se encuentra ubicado en las coordenadas 45°11′50″N 97°54′46″O / 45.19722, -97.91278. Según la Oficina del Censo de los Estados Unidos, el municipio tiene una superficie total de 91.04 km², de la cual 89,66 km² corresponden a tierra firme y (1,51 %) 1,37 km² es agua.

## Demografía
Según el censo de 2010, había 24 personas residiendo en el municipio de Oak Gulch. La densidad de población era de 0,26 hab./km². De los 24 habitantes, el municipio de Oak Gulch estaba compuesto por el 100 % blancos. Del total de la población el 0 % eran hispanos o latinos de cualquier raza.